# Osiedle Nad Bugiem
Rybienko Łochowskie – osiedle w zachodniej części Wyszkowa (województwo mazowieckie).
Osiedle jest położone na gruntach wschodniej części wsi Rybienko Stare, które włączono w granice Wyszkowa. W jego południowej części znajduje się zespół pałacowy Skarżyńskich, a we wschodniej szpital powiatowy.  